# Capitano di 3ª classe
Capitano di 3ª classe (russo: капитан 3-го ранга; traslitterato: kapitan tretego ranga, corrisponde al grado capitano di corvetta) è un grado militare usato nelle marine militari russe: la Marina dell'Impero russo, la Marina Sovietica e la Marina della Federazione Russa e in numerose marine di stati nati dopo la dissoluzione dell'Unione Sovietica, oltre che della marina bulgara e della marina albanese.

## Storia
Nella gerarchia della marina russa il grado è superiore a Capitano tenente) (Капитан-лейтенант; traslitterato: Kapitan-lejtenant) e inferiore a Capitano di 2º rango (капитан 2-го ранга; traslitterato: Kapitan vtorogo ranga) ed è omologo al grado militare di maggiore delle altre Forze armate della Federazione Russa e al grado di capitano di corvetta della Marina Militare Italiana.
Nella Marina dell'Impero russo il grado ha avuto questa denominazione sin dal 1722 fino al 1730, quando assunse la denominazione tra il 1730 e il 1784 quella di Kapitan-Poručik (капита́н-поручи́к) e dal 1784 quella di Kapitan-lejtenant. Dopo la rivoluzione russa il grado nella Flotta Rossa degli operai e dei contadini ha avuto la denominazione di Aiutante di Comandante di vascello (Помощник командира корабля; traslitterato: Pomoščnik Komandir korablja) tra il 1918 e il 1925, mentre tra il 1925 e il 1935 ebbe la doppia denominazione di Primo aiutante di Comandante di vascello di 2° rango (Старший помощник командира корабля 2-го ранга; traslitterato: Staršij Pomoščnik Komandira korablja 2-go ranga) e di Comandante di vascello di 3° rango (Kомандир корабля 3-го ранга; traslitterato: Komandir korablja 3-go ranga) per tornare nel 1935 alla denominazione di Capitano di 3° rango.

## Il grado nelle marine post sovietiche
Il grado è presente nelle marine dell'Azerbaigian, del Kazakistan, del Turkmenistan, dell'Ucraina, dell'Uzbekistan, stati nati dalla dissoluzione dell'Unione Sovietica e nella Marina albanese e bulgara stati socialisti che hanno fatto parte del Patto di Varsavia.

## Immagini
Evoluzione del distintivo di grado
Il distintivo di grado attuale di Capitano di 3ª classe della Marina Militare della Federazione russa dal 2010 è uguale a quello della Marina Militare Sovietica dal 1955 al 1991 e della stessa Marina Militare Russa dal 1991 al 1994.
| Grado                                  | Военно-Морской Флот СССР | Военно-Морской Флот СССР | Военно-Морской Флот СССР   | Военно-Морской Флот СССР   | Военно-Морской Флот Российской Федерации        | Военно-Морской Флот Российской Федерации    | Военно-Морской Флот Российской Федерации      | Военно-Морской Флот Российской Федерации |
| Distintivo per paramano Controspallina |                          |                          |                            |                            |                                                 |                                             |                                               |                                          |
|                                        | Paramano (1918—1935)     | Paramano (1935—1991)     | controspallina (1943—1955) | controspallina (1955—1991) | controspallina Uniforme di servizio (1994—2010) | controspallina Uniforme di gala (1994—2010) | controspallina Uniforme ordinaria (1994—2010) | controspallina (dal 2010)                |

Distintivo di grado nella marine post sovietiche

Kapiten Rangut III (Albania)[3]
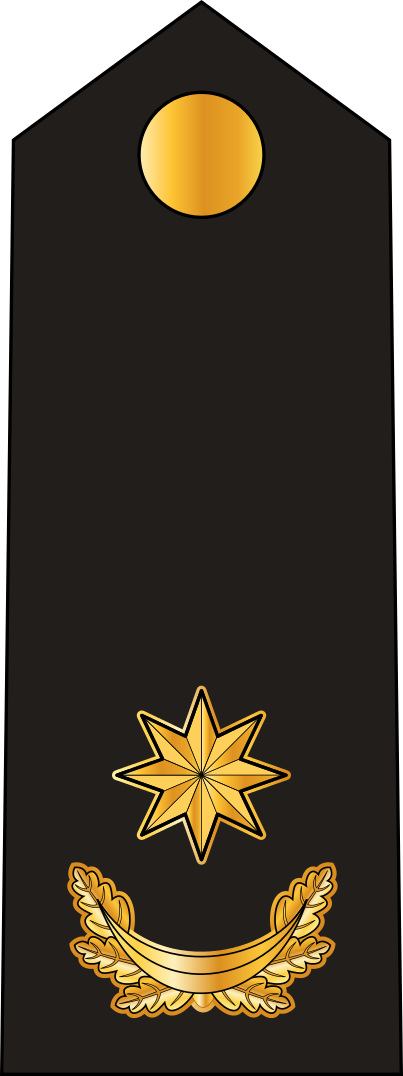
Üçüncü dərəcəli kapitan (Azerbaigian)
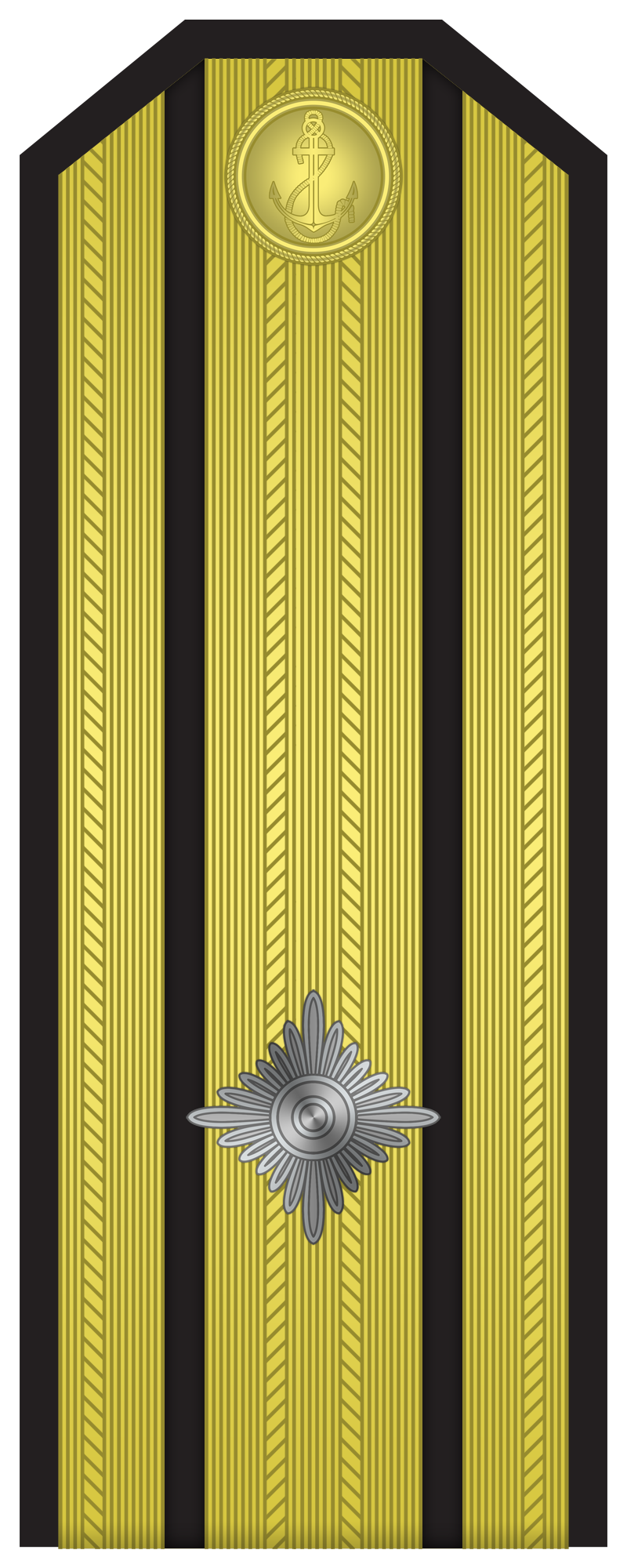
Капитан III ранг Kapitan III rang (Bulgaria)
Үшінші дәрежелі капитан Üşinşi därejeli kapïtan (Kazakistan)[6]
3-nji derejeli kapitan (Turkmenistan)[7]
Капітан III рангу Kapitan III ranhu (Ucraina)[8]
III rang kapitani (Uzbekistan)[9]